# Alexandra Apanovich
Alexandra Apanovich –en ruso, Александра Апанович– (6 de diciembre de 1969) es una deportista soviética que compitió en piragüismo en la modalidad de aguas tranquilas. Ganó dos medallas de bronce en el Campeonato Mundial de Piragüismo de 1989, en las pruebas de K4 500 m y K2 5000 m.

## Palmarés internacional
| Campeonato Mundial | Campeonato Mundial | Campeonato Mundial | Campeonato Mundial |
| Año                | Lugar              | Medalla            | Evento             |
| ------------------ | ------------------ | ------------------ | ------------------ |
| 1989               | Plovdiv (Bulgaria) | Medalla de bronce  | K4 500 m           |
| 1989               | Plovdiv (Bulgaria) | Medalla de bronce  | K2 5000 m          |